# Libro de Veles
El Libro de Véles, publicado inicialmente en ucraniano bajo el título "Ве́лесова Кни́га" - "Vélesova kníga" (también conocido en los distintos idiomas eslavos como Veles kniga, Велесова книга, Velesova kniha, Velesova knjiga, Księga Welesa, Книга Велеса, Велесова књига, Влескнига, Дощечки Изенбека, Дощьки Изенбека, Дощечек Изенбека, Плочице Изенбекa o, también, traducido al español, Las tablillas de Izenbek, en honor a su descubridor), es un texto relativo a la antigua religión de los pueblos eslavos. Contiene tanto pasajes mitológicos como datos históricos, así como preceptos religiosos y morales. Algunos de los acontecimientos más antiguos a los que hace referencia el libro se remontan al siglo VII de nuestra era y los más recientes, al siglo IX.
Al parecer, el libro fue descubierto en 1919 pero se perdió sin remedio en 1941. Su autenticidad es motivo de controversia, ya que muchos sostienen que es apócrifo y que fue hecho en la década de 1940, y otros afirman que fue un poco antes, a principios del siglo XIX, pero no con tanta antigüedad como hace más de mil años. Asimismo, las diferentes ediciones modernas contienen diversas versiones del texto en las variadas lenguas eslavas en las que ha sido publicado. Con todo, muchos neopaganos eslavos lo utilizan como Libro Sagrado.
El Libro de Veles, de acuerdo con su propio texto, fue creado del siglo VIII al IX d. C., en el antiguo Nóvgorod, en el tiempo del gobierno del príncipe Bravlin y, después, durante el del varego Riúrik. Los últimos textos fueron escritos en Kiev en el tiempo de Askold. Los escribieron los Zhretsý de Nóvgorod, mientras iban de esa ciudad hacia Kiev, huyendo de la persecución de Riúrik.

## Dudas sobre su autenticidad
Existen opiniones encontradas acerca de la autenticidad del Libro. Muchos estudiosos lo consideran una falsificación. Su rastro se puede seguir hasta mediados del siglo XX (1950), cuando una transcripción y la fotografía de una de las tablillas de abedul que lo componían fueron publicadas por el periódico de emigrantes rusos con base en San Francisco "Véstnik pravdy". Muchos opinan que el texto en sí fue producto de la colaboración de los editores del diario y del escritor ucraniano Yuri Miroliúbov. Otros creen que el libro, o la única tablilla disponible, fueron realizados a principios del siglo XIX por Aleksandr Sulakádzev, un famoso anticuario y coleccionista ruso de antiguos documentos manuscritos. Finalmente, según otros, existe la posibilidad de que Miroliúbov encontrara una o varias tablillas del libro y que falsificara el resto, haciéndolo coincidir así con sus teorías acerca de los antiguos eslavos.
Está escrito de manera similar al eslavo antiguo (pre-eslavo), por lo que gran parte del texto, una vez transcrito al alfabeto moderno, puede ser leído por los conocedores de las lenguas eslavas. Algunos historiadores profesionales, incluidos especialistas en eslavo antiguo, han analizado concienzudamente numerosas características del lenguaje que utiliza, el uso de las palabras en las frases, la ortografía, la gramática y elucubrado sobre la fonética, etc. Según algunos, muchas de las palabras son modernas o del eslavo medieval, utilizadas en ocasiones y sin criterio en lugar de sus equivalentes antiguos. En gramática critican la existencia de formas incompatibles con las antiguas lenguas eslavas: 

Поддельность этого сочинения не вызывает у профессиональных лингвистов никакого сомнения. Я не буду здесь заниматься обоснованием этого, скажу лишь, что подделка необычайно груба и примитивна. Сочинитель был крайне невежествен в том, что касается древних языков, не имел никакого понятия о том, как языки изменяются во времени. Он представлял себе язык древних славян просто как смесь современных языков — русского, церковнославянского, украинского, польского, чешского и т. д., и именно так строил свой текст. Кроме того, он произвольно искажал слова, заменяя в них буквы, добавляя лишние слоги, обрубая концы и т. п., — в наивной вере, что всё это создаст впечатление древности. К сожалению, как и в случае с другими сочинениями лингвистов-любителей, фальшь здесь хорошо видна только профессиональным лингвистам. Неподготовленный читатель и ныне может оказаться в плену примитивных выдумок о том, как древние русичи успешно сражались с врагами уже несколько тысячелетий тому назад.
Los lingüistas profesionales no ponen en duda que el libro sea una falsificación. No estoy animado por el deseo de justificar lo anterior, pero la imitación es inusualmente ruda y primitiva. Su autor estaba muy desorientado en cuanto a las lenguas antiguas y no tenía concepto alguno de cómo cambian con el tiempo. Imaginó la lengua de los antiguos eslavos como una simple mezcla de lenguas modernas – ruso, eslavo eclesiástico, ucraniano, polaco, checo, etc., y de ese modo montó su texto. Además distorsionó arbitrariamente las palabras, reemplazando sus letras, añadiendo sílabas, partiendo las desinencias y así sucesivamente, en su inexperta confianza de que produciría impresión de antigüedad. Lamentablemente, al igual que con otras obras de lingüistas diletantes, la falsedad aquí es visible sólo para los lingüistas profesionales. Un lector no preparado puede, entonces, ser presa de ideas primitivas acerca de cómo los rusos antiguos lucharon exitosamente contra sus enemigos varios miles de años atrás.

En cuanto a la fonética, las complicadas divagaciones con apariencia de profundidad de algunos de esos estudiosos "comprueban" la inexistencia del sonido /f/, que estaba presente en el protoeslavo, pero que desapareció más tarde, o el uso casual de las vocales reducidas, entre otras. Dichas conclusiones parecen indicar que el texto fue datado "artificialmente" por alguien que no tenía los conocimientos suficientes del eslavo antiguo. Por un lado, hay quien afirma que el famoso filólogo soviético Oleg Tvorogov dice: "este análisis nos lleva a una clara conclusión: estamos ante un lenguaje artificial, "inventado" por una persona poco versada en la historia de las lenguas eslavas y que no pudo crear su propio sistema lingüístico". Sin embargo, también se afirma que Tvorogov fue el primero que publicó, en 1990, de forma completa, en la Unión Soviética, el "Libro de Veles - Proceso de la obra de literatura antiguo-rusa" («Велесовой книги» - Труды отдела древнерусской литературы), acompañado de un análisis detallado del texto y con la mayor investigación de las pruebas que lo avalan.
Del otro lado están otros científicos renombrados, como es el caso del paleolingüista serbio Radivoje Peshich (Radivoje Pešić o Радивоје Пешић, Doctor del Instituto de Milán y portador de la condecoración de oro de la Academia Francesa y, también, los que se oponen a las opiniones de la ciencia convencional, que sostienen que esos problemas lingüísticos se podrían atribuir a las variantes presentes en los dialectos y a los localismos, ya que el libro habría sido escrito o compilado a partir de muchas fuentes y de personas diferentes. El alfabeto utilizado es también motivo de controversia, ya que parece similar al cirílico y la misma existencia de un lenguaje escrito entre los pueblos eslavos antes de la introducción del cirílico en el siglo IX es algo que está aún por demostrar. Los que creen en la autenticidad del Libro de Veles sostienen que todas estas críticas se pueden combatir fácilmente, puesto que, por ejemplo, los errores lingüísticos pudieron ocurrir durante la transcripción del texto. Asimismo, opinan que una falsificación de tal calibre hubiera requerido un talento mayor que el que poseía Miroliúbov y que no se habría hecho por recibir ganancia alguna, aparte del orgullo nacionalista, al realizarlo.
Los estudios del profesor Peshich, famoso por sus investigaciones vinculadas con la escritura Vinča, quien fuera el último investigador de esta antiquísima "Biblia" de los eslavos, descubren el verdadero significado y el valor de ese tesoro escrito. Según Peshich, "las tablillas de abedul, típicamente escritas y morfológicamente elaboradas con líneas y rayas de la escritura pre-eslava, han expuesto la verdadera génesis histórica de la civilización eslava."

Es en el principal y último capítulo, dedicado a la vida religiosa de los antiguos eslavos, donde se observan en plenitud todos los secretos del “Libro de Veles”. La interpretación de los dioses eslavos, quienes en la ciencia están completamente identificados, al modo del “Libro de Veles” y con auxilio de la elucidación del profesor Pešić, nos relatan que la relación entre los dioses y los hombres es completamente distinta a lo que fue la historia sacra mundial. Por lo visto los dioses del alba de la prehistoria eslava estaban bien integrados en la vida cotidiana del individuo de la hermandad eslava. Así observada, la historia y el destino eslavos demuestran que la profunda devoción del género eslavo se hizo la debilidad más grande de su civilización.

Al haberse perdido las tablillas originales, quizá nunca se llegue a un consenso acerca de la autenticidad del libro. Posiblemente, si en un futuro se descubren restos de la era precristiana en las tierras habitadas por los antiguos eslavos, se pueda arrojar más luz a la controversia que suscita el Libro de Veles, tanto para corroborar su autenticidad como para lo contrario.

## Las tablillas

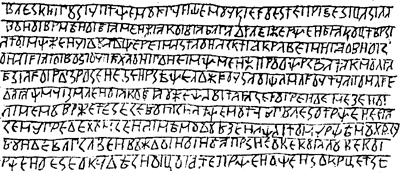
Copia de una de las tablillas.

Las lenguas germánicas y las eslavas tienen una palabra en común para el concepto "escribir", en inglés sería book (write down) y en alemán buch (probablemente un préstamo del inglés equivalente a to book) [ambas también significan "libro"], mientras que en búlgaro, ruso y en ucraniano es буква o bukva, que significan "carácter". Todas esas palabras son los cognados de un árbol, el haya (bøk en nórdico) habiéndose transformado posteriormente en (бук, buk, bùk en alto sorabo, casubio, checo, eslovaco y polaco; bukva en bosnio-herzegovino, croata, montenegrino y serbio, o bukev en esloveno, etc.), por haber estado sometidos -por mucho tiempo- los pueblos eslavos a los varegos y justamente por ello fue por lo que se pensó que los primeros escritos fueron tallados en madera de haya. Por otro lado, la palabra eslava bukva puede ser un préstamo del gótico boka, que también significa "letra". Sin embargo, aunque el Libro de Veles fue el primer texto encontrado con tales características (completamente desconocidas a la ciencia y a la práctica eslavas antes de su descubrimiento), claramente se señala que fue tallado en madera de abedul. Al respecto, cabe recordar que, posteriormente, fueron hallados otros textos similares, entre los que podemos mencionar los que se encuentran escritos en las tablillas de Taklamakán, encontradas en el desierto de ese nombre en los años sesenta del siglo XX.
Según la descripción disponible, hecha por Miroliúbov, el Libro de Veles consistía en una veintena de tablillas de madera de abedul, que tenían aproximadamente 38 cm de ancho, 22 de alto y 0.5 de grosor cada una. Las esquinas eran disparejas y la superficie probablemente había sido desbastada antes con unos surcos antes de escribir. Cerca de la parte de arriba había dos agujeros para unirlas -con cuerdas- entre sí. El texto fue escrito tallando con un objeto filoso y, luego, cubierto de algún barniz colorante o sebo. Varios renglones (cuya alineación es irregular y paralela) están dibujados a lo largo de las tablillas y la parte superior de las letras que en ellas se encuentran están alineadas justo por abajo de esas líneas, es decir, que el texto fue escrito bajo las líneas, a diferencia de hoy en día, en que los textos manuscritos se escriben sobre las líneas. El tamaño y la forma de las letras copiadas de las diversas tablillas son diferentes, lo que puede indicar la autoría compartida del texto. También describió que algunas tablillas estaban parcial o totalmente podridas.

En algunas de las tablillas estaban representadas la cabeza de un toro, en otras el sol, en las terceras distintos animales, posiblemente zorras, perros u ovejas, y ha sido muy difícil distinguir esas figuras. Creo que esos eran los símbolos de los meses del año.

## Descubrimiento del Libro
En 1919, durante la guerra civil rusa un coronel (y universitario) del Ejército Imperial Ruso, Fiódor Artúrovich Izenbek (Фёдор Артурович Изенбек) ( San Petersburgo, 1890-Bruselas, 1941), llegó a la finca de la familia Kurakin en la aldea de Veliki Burluk, cerca de la ciudad de Járkov, donde encontró a los dueños asesinados, la casa abandonada y saqueada, así como un montón de tablillas sobre las que estaban tallados unos apuntes con una escritura totalmente desconocida para él. Como hombre culto, de inmediato entendió que se trataba de algo muy valioso; recogió las tablillas y se las llevó consigo. De ellas no se separó ni cuando, después del fracaso de los rusos blancos o movimiento blanco, abandonó Rusia. El sendero de la vida de Izenbek, como el de muchos rusos de ese tiempo, lo llevó a refugiarse. Después de Turquía, Yugoslavia y Francia, se estableció definitivamente en Bélgica. Durante su estancia en Belgrado, en 1923, Izenbek ofreció, para su autentificación, las tablillas a algunas instituciones competentes. La revista de los emigrantes rusos "Но́вое вре́мя" ("Nóvoye Vremya" o “Nuevo tiempo”, en español), que se publicaba en Belgrado, subrayó que Izenbek también quiso vender las tablillas al museo y la biblioteca de Belgrado, pero que ni una ni otra instituciones las adquirieron. En 1925, se asentó en Bruselas y allí se las dio a Yuri Miroliúbov, el primero en estudiarlas seriamente y a quien, en realidad, debemos todo lo que de ellas sabemos. Izenbek trataba las tablillas con sumó cuidado, no permitió a nadie que las sacara de su casa y rehusó el ofrecimiento de la Universidad de Bruselas de estudiarlas mejor. Más tarde esa negativa hizo sospechar a muchos de que se trataba de falsificaciones. 
Con aquel científico, radicado en Bruselas, en el año 1939 empieza un trabajo, que duró quince años, sobre las tablillas, interpretando, como dijo “el bosque de textos arcaicos”; transcribiendo la escritura de las tablillas al alfabeto por nosotros conocido. En agosto de 1941, los nazis ocuparon Bruselas, Izenbek falleció y las tablillas se perdieron. Algunos piensan que los alemanes las robaron para engrosar los archivos del Ahnenerbe y que, desde allí, las trasladaron a Inglaterra al final de la Segunda Guerra Mundial, pudiendo estar almacenadas cerca de las localidades de Aldershot o Crookham hasta la actualidad. La mayoría de los archivos del Ahnenerbe, sin embargo, fueron al parecer embargados por las fuerzas soviéticas de ocupación, por lo que las tablillas podrían haber terminado en los archivos secretos del KGB. Otros piensan, por el contrario, que las tablillas fueron arrojadas al fuego.
Durante esos quince años Miroliúbov se dedicó a restaurar, fotografiar, transcribir y, finalmente, traducir el texto de la mayoría de las tablillas. Es una gran pena que Miroliúbov no haya podido finalizar su trabajo; las condiciones en la emigración, la guerra y la travesía de Bélgica a Estados Unidos de América, etcétera, le obligaron a abandonarlo y a que hiciera lo único que pudo en ese momento, entregar todo el material al Museo de la cultura rusa en San Francisco. El material recopilado llegó a manos del profesor Aleksandr Aleksándrovich Kurenkov (A. A. Kur, Koor o Koorenkoff) en 1953, quien empezó a elaborarlos y a anunciar los resultados de las investigaciones tanto de Miroliúbov como las suyas propias y las publicó en la revista "Жар-птица" ("Pájaro de fuego", en español) desde marzo de 1957 hasta mayo de 1959. Más tarde, Serguéi Paramónov (Серге́й Я́ковлевич Парамо́нов), también conocido como "Lesnói" ("Лесной"), investigó los textos. En algunos de sus amplios estudios publicados en los Estados Unidos y Canadá nos ofrece una descripción más amplia de las tablillas de Izenbek. Él nos informa:

Primero, sobre cada tablilla se extiende, necesariamente, una raya plana y horizontal, las letras escritas de izquierda a derecha y todas mayúsculas. El renglón, en toda su extensión, repleto atiborradamente con letras, sin espacios. Si la palabra no estaba terminada, su final continuaba en el siguiente renglón aunque fuera por una sola letra. No existía un nuevo párrafo. No había signo de puntuación alguno. Cuando se terminaba el renglón, se extendía una nueva raya y el texto se continuaba en otro renglón. El texto continuaba de una tablilla a otra. Las tablillas no estaban numeradas.

## Fragmentos

### Tablilla Д–5д (líneas 5 a 7)[6]
5. (...) Pero nos atacó un mal género y hubimos de retirarnos a los bosques y vivir como
6. los cazadores y pescadores. Después de la tiniebla empezamos a levantar ciudades y hogares en todas partes. Durante la segunda tiniebla imperó
7. un gran frío y partimos al sur porque allá muchos lugares estaban cubiertos de pastizales.

Notas de traducción:
Del capítulo Д–4 se salta al capítulo Д–5д es decir, que probablemente faltan, por lo menos (siguiendo el orden del alfabeto cirílico: A, B, V, G, D, etc.), los capítulos Д–5а, Д–5б, Д–5в y Д–5г.
“Género” – En el "Libro de Veles" la expresión "género" se utiliza la mayoría de las veces como sinónimo de "etnia" o de "raza".
(El texto de esta tablilla no hace mención alguna a los romanos.)
Aclaraciones del Dr. Pešić:
Mal género – Un dios malo celestial o terreno o un grupo de hombres agresivos.
Tiniebla – Período de diez mil años.
Gran frío – Se refiere a la última parte de la edad de hielo, la que, según el Libro de Veles y otras fuentes antiguo–eslavas, duró tres Días de Svarog y que fue sustituida por el Diluvio universal, en el milenio XIII–XI antes de nuestra era. Según los atlantólogos, eso aproximadamente es el tiempo del Gran Diluvio en el que supuestamente fue destruida la Atlántida. Un nuevo enfriamiento en los milenios V–III antes de nuestra era influyó en una nueva migración de las tribus eslavo–arias, cuando los bosques del norte de Eurasia fueron sustituidos por la tundra. Entonces los arios parten hacia el sur de la estepa ucraniana hasta los Balcanes y el Danubio.
Un “día de Svarog” es la trigésima parte de la época zodiacal, o sea, setenta y dos años.
Para efectos de comparación conservamos el texto de la versión anterior que (sin citar su fuente) dice:

Tabla 2/B. Nos obligaron a retirarnos a los bosques y a vivir de la caza y la pesca. Así pudimos escapar del peligro. Sobrevivimos a una oscuridad y comenzamos a construir ciudades y casas por doquier. Tras la segunda oscuridad, hubo un gran frío y tuvimos que ir hacia el sur atravesando muchos parajes llenos de hierba...  y por aquel entonces los romanos nos daban un buen precio por el ganado y eran fieles a su palabra. Fuimos más al sur... tierras de pastos verdes y teníamos mucho ganado...

### Tablilla Д–9 (línea 4)[7]
4. Los enemigos no son muchos como nosotros, porque nosotros somos rusos y ellos no.

Nota de traducción:
Somos Rusos - En el contexto la frase se refiere más a la fortaleza que los rusos reciben del dios Jav que a su número, al que hacen mención los dos versículos anteriores:
implícitos

2. (...) se arrojaron sobre ellos y los quebrantaron. Y nosotros tenemos la señal de ese poder, la que Jav (Iav)
3. no le dio al enemigo. Antes, solos, éramos débiles y, ahora, numerosos, somos fuertes.

Aclaraciones del Dr. Pešić:
Jav – Junto con Prav y Nav, es una de las tres fuerzas elementales que dirigen los cursos de la vida del género ruso en todas sus manifestaciones, es decir, Triglav, primera encarnación triple de la deidad aria Svarog – Perun – Svetovid (creador, protector, destructor).
Para efectos de comparación conservamos el texto de la versión anterior, que (sin citar su fuente) dice:

De la Tabla 7/A. Los enemigos no son tan numerosos como nosotros, pues somos rusos y ellos no.